# Nicolas René Berryer
Nicolas René Berryer, hrabia de La Ferrière (ur. 4 marca 1703 w Paryżu, zm. 15 sierpnia 1762 w Wersalu) – francuski polityk i urzędnik miejski.

## 1703-1738
Ojcem Nicolasa René Berryera był Nicolas Berryer, prokurator generalny (procureur général) Wielkiej Rady Państwa (Grand Conseil), matką Élisabeth Nicole Ursule d'Arnollet de Rochefontaine. Nicolas René był początkowo adwokatem generalnym (avocat général aux requêtes de l'hôtel, od 1728 r. – avocat général des brevets), a następnie od roku 1731, doradca V izby parlamentu paryskiego.

## 1738-1747
W 1738, poślubił bogatą dziedziczkę, córkę dzierżawcy generalnego, Catherine Madeleine Jorts de Fribois: piękną, inteligentną, oddaną mężowi i wspierającą go. W 1743 (do 1747) Berryer był intendentem w Poitou.

## 1747-1758
Popierała go Madame de Pompadour, która zagwarantowała mu posadę ministra policji (lieutenant général de police) zaraz jak tylko została oficjalną metresą (maîtresse en titre) Ludwika XV. Był szefem policji od maja 1747 do października 1757. By chronić przywiązanie między metresa a królem, o co prosiła go Madamme de Pompadour, stworzył „Czarny Gabinet” (cabinet noir). Urząd ten umożliwił mu kontrolę sekretnej korespondencji politycznej i umożliwił zneutralizowanie (odwołanie wielu polityków niechętnych markizie takich jak m.in.: Jean-Frédéric Phélypeaux i Marc-Pierre de Voyer de Paulmy d’Argenson. Berryer nie zdołał jednak wykryć autorów pamfletów w nią wymierzonych.
Według Tocqueville’a, Berryer był:
- „...człowiekiem surowym, wyniosłym i grubiańskim, a przy tym ignorantem, zarozumialcem i uparciuchem...” (un homme dur, hautain, grossier, avec beaucoup d'ignorance et encore plus de présomption et d'entêtement). Jego brutalne metody nie zjednywały mu sympatii ludu Paryża. Ilekroć przejeżdżał przez miasto lud zachowywał się agresywnie.

## 1758-1762
1 listopada 1758, znów dzięki protekcji Madame de Pompadour, poparciu księcia Choiseul i marszałka de Belle-Isle, został ministrem floty (secrétaire d'État à la Marine). Przygotowywał projekty inwazji na Anglię i reformę administracji w Kanadzie by ukrócić nadużycia tamtejszej biurokracji kolonialnej, przez powołanie sądu odwoławczego.
13 października 1761, Ludwik XV zastąpił go Choiseulem, a Berryera uczynił strażnikiem pieczęci (garde des sceaux), którym pozostał do 15 IX 1762.
Miał tylko jedną córkę – Marie Élisabeth Berryer, którą 4 września 1758 poślubił Chrétien François de Lamoignon de Basville, garde des sceaux od roku 1787.